# 西銀座ダイヤモンドコース
西銀座ダイヤモンドコース（にしぎんざダイヤモンドコース）とは北アルプス山麓の折立登山口を起点とし、太郎山・黒部五郎岳・三俣蓮華岳・双六岳から西鎌尾根を経て槍ヶ岳へ至る登山道の名称である。三俣蓮華岳で裏銀座縦走コースと合う。

## 概要
単にダイヤモンドコースと呼ばれるのが一般的である。西銀座縦走コースと呼ばれることもある。また、単に西銀座と言うこともある。ただし、2009年8月現在、「西銀座」をキーワードにして検索を行なっても、登山路がヒットすることはなく、それに比して「ダイヤモンドコース」では多くの山行記がヒットするため、こちらの名称の方が、より一般的なものであることが判る。
表銀座縦走コース(表銀座)や裏銀座縦走コース(裏銀座)と比べると、コース名としての知名度は低いが、尾根伝いの縦走路としては定番の人気コースであり、登山ツアーなどではしばしば見かける名称である。
このコースの特色は、折立の登山口から槍ヶ岳までの距離は、表銀座や裏銀座のコースと比較すれば長くなるが、尾根の急登や鎖場・ガレ場などの難所がほとんどなく、広い稜線が大半を占めることである。よって、より一般者・初心者向けのコースということが出来る。ただし、太郎山から黒部五郎岳や、三俣蓮華岳から双六岳の間は、なだらかで広い稜線上の道であり、途中に分岐がある（神岡新道など）場所もあるので、荒天時や濃霧時には、迷わないように注意する必要がある。

## コース上の山々
- 太郎山 (2,373 m（メートル）)
- 北ノ俣岳 (2,661 m)
- 黒部五郎岳 (2,840 m)
- 三俣蓮華岳 (2,841 m)
- 双六岳 (2,860 m)
- 樅沢岳 (2,755 m)
- 槍ヶ岳 (3,180 m)

## コース上の山小屋
- 太郎平小屋
- 黒部五郎小舎
- 三俣山荘 （裏銀座縦走路上にあり、西銀座ダイヤモンドコースからやや離れている）
- 双六小屋
- 槍ヶ岳山荘